# V465 Близнецов
V465 Близнецов (лат. V465 Geminorum) — двойная затменная переменная звезда типа W Большой Медведицы (EW) в созвездии Близнецов на расстоянии приблизительно 2 647 световых лет (около 812 парсек) от Солнца. Видимая звёздная величина звезды — от +14,36m до +14,18m. Орбитальный период — около 0,2874 суток (6,8964 часа).

## Характеристики
Первый компонент — оранжево-жёлтый карлик спектрального класса K-G. Радиус — около 1,22 солнечного, светимость — около 0,852 солнечной. Эффективная температура — около 5020 К.
Второй компонент — оранжево-жёлтый карлик спектрального класса K-G.